# Tsimihety
Die Tsimihety sind eine Ethnie (genauer: Foko) in Madagaskar. Sie siedeln hauptsächlich in der zentralen Bergregion im Norden von Madagaskar. Der Volksname bedeutet „diejenigen, die niemals ihre Haare schneiden“ und spielt möglicherweise darauf an, dass sie im Gegensatz zu den benachbarten Sakalava, die im Verlauf der Trauerzeremonien ihre Haare schneiden, diesen Brauch nicht kennen. Die Bevölkerungsgruppe ist eine der größten Malagasy-Ethnien. Ihre Zahl wird auf 700.000 bis über 1,2 Millionen geschätzt.

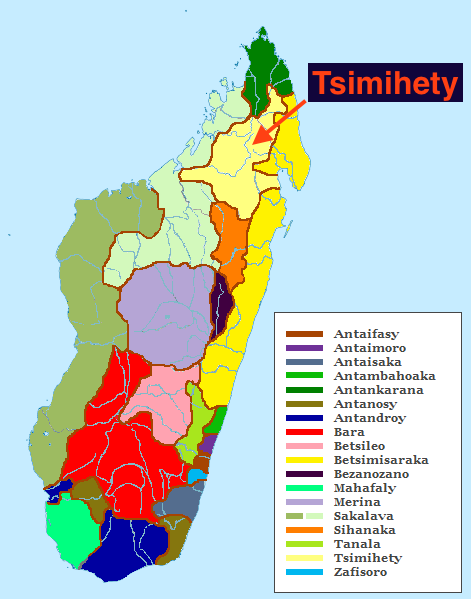
Verteilung der Tsimihety (hellgelb im Norden), im Verhältnis zu anderen Malagasy-Ethnien. Abweichende Verteilungen wurden von Tofanelli et al. dargestellt

## Ethnische Zugehörigkeit
Die Tsimihety führen ihre Herkunft auf Siedler von der Ostküste zurück, die mit ihren Rindern im 18. Jahrhundert in die Mandritsara-Ebene einwanderten. Es heißt, dass der Stamm damals aus führungslosen Flüchtlingen bestand, die vor den Sklavenkriegen in ihrer Heimat geflohen waren. Bald darauf kamen sie unter die Herrschaft des Volafotsy-Clans, der mit den Maroserana in Verbindung steht, die aus dem Territorium der Sakalava nach Norden gewandert waren. Peter Wilson, ein Anthropologie-Professor der sich auf Madagaskar spezialisiert hat, schreibt, dass die Tsimihety nicht in die gewohnten Schemata der Anthropologen passen, da dieses Volk „keine Symbole oder Rituale oder Stammesregeln schuf“ (didn’t create symbols or rituals or tribal rules), wie es andere Stämme tun; sie können „nur negativ beschrieben werden“ (only be described negatively) durch das, was sie nicht taten und nicht tun. Somit sind sie kein Stamm im strengen Sinn, denn die Stammesbindung fehlt ihnen offenbar, außerdem fehlen die soziale Einbindung und hierarchische Machtstrukturen innerhalb der Ethnie. Ihre Beziehungen bleiben konzentriert auf die biologische Familie und Verwandtschaft.

## Geschichte

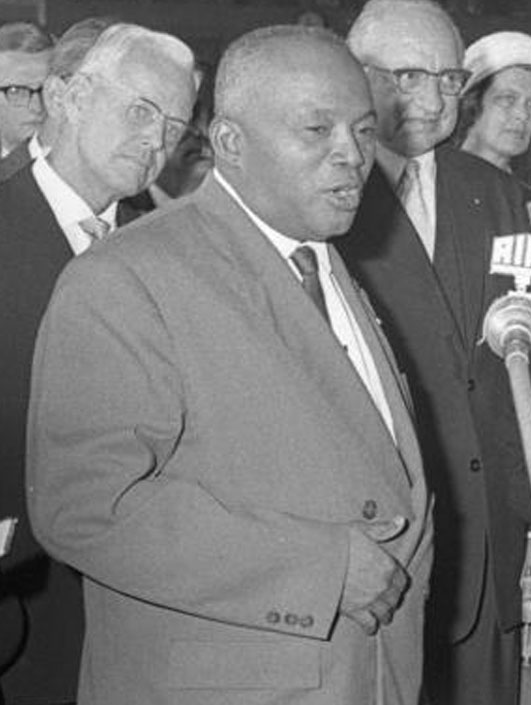
Philibert Tsiranana, von der Ethnie der Tsimihety, war der erste Präsident des post-kolonialen Madagaskar.

Das anarchische System funktionierte bei den Tsimihety bis zum 19. Jahrhundert. Ab 1823 brachte jedoch Radama I., der König der Merina, die ganze Insel unter seine Kontrolle (Königreich Madagaskar). Er unterwarf die Tsimihety, schaffte aber die Sklaverei ab.
Die französische Kolonialherrschaft absorbierte die Tsimihety 1896 als Teil der Colonie de Madagascar et dépendances. Seit dieser Zeit waren Tsimihety immer aktiv in der Politik von Madagaskar. Philibert Tsiranana, ein Tsimihety aus der Nähe von Mandritsara, war der erste Präsident der neugegründeten Repoblika Malagasy, als Madagaskar noch als teil-autonome Region innerhalb der Französischen Union war (1959), und er blieb auch Präsident über zehn Jahre, nachdem der Staat seine Unabhängigkeit von Frankreich 1960 erlangt hatte.

## Kultur
David Graeber, ein Anthropologe, der sich auf das Studium anarchischer Systeme spezialisiert hat, schreibt, dass die Tsimihety eines der wenigen historischen Sozialsysteme darstellen, in denen keine Staatsgewalt akzeptiert wurde und in dem echte Anarchie gelebt wurde:

„Sie sind gekennzeichnet durch resolute egalitäre Sozialstrukturen und -praktiken. Sie sind, mit anderen Worten, die Anarchisten von Nordwest-Madagaskar. Bis auf diesen Tag haben sie einen Ruf als Meister des Ausweichens erhalten: unter den Franzosen beschwerten sich die Beamten, dass sie Delegationen entsenden konnten, um Arbeitskräfte für den Bau einer Straße in der Nähe eines Tsimihety-Dorfes anzuwerben und die Bedingungen mit offensichtlich kooperativen Ältesten auszuhandeln; und wenn dann die Planer eine Woche später mit der Ausrüstung zurückkehrten, fanden sie das Dorf komplett verlassen vor - jedweder Einwohner war zu irgendeinem Verwandten in einem anderen Landesteil umgezogen.“

Die Tsimihety sind eines der seltenen Beispiele einer Kultur, die von Grund auf anti-staatlich aufgebaut ist.
Graeber schreibt, dass dort alle Formen von Regierungsstrukturen abgelehnt wurden, sogar im Hinterland und in den Gemeinschaften. Informeller Konsens war die Basis der Entscheidungen vor Ort und jeder, der sich wie ein Anführer verhielt, galt als verdächtig; Anweisungen geben galt als falsch, und zu erwarten, dass jemand verantwortlich sein würde oder etwas unternehmen würde, war ebenfalls falsch und sogar das Konzept, für einen Lohn zu arbeiten, war moralisch untragbar. Letztlich seien die Tsimihety „vom Staat geschluckt worden“ (eventually gobbled up by the state) und gaben ihr „Utopia“ auf, weil sie ökonomische Vorteile suchten und die Infrastruktur schätzten.

### Familienbindung
Die Tsimihety sind patrilinear und Familienverwandtschaft zu den männlichen Vorfahren und Nachkommen sind die wichtigsten für Frauen und Männer. Die Konventionen verlangen erweiterte Exogamie, was in Verbindung mit hohen Geburtenraten zu einer weiten Verbreitung und Vermischung der Ethnie mit benachbarten ethnischen Gruppen geführt hat. Die Gesellschaft ist auch bekannt dafür, dass Onkel mütterlicherseits gewisse soziale Funktionen übernehmen.

### Sprache
Die Sprache der Tsimihety ist ein Dialekt des Malagasy, welches wiederum zu den Malayo-polynesischen Sprachen gehört.

## Wirtschaft
Die Gesellschaft und die Wirtschaft der Tsimihety sind, wie im Großteil von Madagaskar, primär landwirtschaftlich. Reis ist das Hauptnahrungsmittel und es werden Rinder gehalten. Feldarbeit an Dienstagen ist ein Fady (Tabu). Das wirtschaftliche Zentrum ist Mandritsara.